# Metapolítefsi
Le Metapolítefsi (en grec moderne : Μεταπολίτευση, pouvant se traduire en « changement de régime ») est la transition démocratique qui, en Grèce, permit de passer de la dictature des Colonels (1967-1974) à la démocratie actuelle, la Troisième République, à la suite de la tenue d'élections législatives en 1974.

## Déroulement
La longue route vers la Metapolítefsi a commencé avec le plan de libéralisation de Geórgios Papadópoulos, chef de la dictature militaire, auquel se sont opposés des hommes politiques de premier ordre tels que Panagiótis Kanellópoulos et Stéphanos Stephanópoulos. Le plan de Papadópoulos a été interrompu par les protestations étudiantes d'Athènes, une série de manifestations massives de rejet populaire de la junte militaire grecque, puis par le coup d'État fomenté par Dimítrios Ioannídis.

## Conséquences
La tentative de coup d'État échouée de Ioannídis contre le président élu de Chypre, Makários III et l'invasion turque a entraîné la chute de la dictature et de la nomination d'un gouvernement intérimaire, connu comme le « gouvernement d'union nationale », dirigé par l'ancien Premier ministre Konstantínos Karamanlís. Karamanlís a légalisé le Parti communiste de Grèce et a formé un nouveau parti appelé la Nouvelle Démocratie, qui a remporté les élections de 1974.
La Metapolítefsi a également eu un impact sur les relations internationales de la Grèce. Le pays a rejoint l'Union européenne en 1981 et a joué un rôle clé dans la stabilisation de la région balkanique au cours des années 1990. La Grèce a également amélioré ses relations avec ses voisins, notamment la Turquie, en résolvant de nombreux différends diplomatiques.